# Harmeet Desai
Harmeet Desai (Surat, 19 juli 1993) is een Indiaas professioneel tafeltennisser. Hij speelt rechtshandig, met de shakehandgreep.
Op de Gemenebestspelen won hij tweemaal goud met het Indiase team en eenmaal brons in het mannen dubbelspel.